# 鮑里斯·皮利尼亞克
鲍里斯·安德烈耶维奇·皮利尼亚克（俄语：Бори́с Андре́евич Пильня́к，1894年10月11日—1938年4月21日）苏联作家。苏联文学奠基人之一，曾在二三十年代的苏联文学史上占有重要地位，他丰富的文学创作对苏联文学起到了承前启后的作用。

## 生平
皮利尼亚克当兽医的父亲是伏尔加德意志人的后裔，母亲是位教师。1920年，皮利尼亚克毕业于莫斯科商学院经济系。皮利尼亚克自幼就喜欢写作，1915年发表了第一篇作品《在沟谷上》。著有短篇小说集《乘最后一班客轮和其他短篇小说》（1918）、《野草》（1920）。1921年，他的长篇小说《荒年》问世，小说并无完整的艺术结构，也无连贯的情节线索，而是由日记、报刊文摘和政论材料剪接而成，编年史式地记录了十月革命时期形形色色人等的生活。这部小说使他声名鹊起，被认为是“十月革命全景图”，但也遭到了“拉普”的一些批评家的指责。不过马克西姆·高尔基却直言不讳地指出，皮利尼亚克“对小城的感受是真实的”。作家针对批评界某些人的指责，也表示要“做个对已对俄罗斯诚实坦荡的人”。
1926年作家发表了给他带来劫运的中篇《不灭的月亮的故事》。作品描写集团军司令员加夫里洛夫感到自己身体健康，不愿动手术，但为了服从党的纪律，驯顺地接受了最高领导的要求，死在手术台上。作品被人认为指的是1925年的米哈伊尔·伏龙芝之死，并影射了约瑟夫·斯大林。皮利尼亚克在前言里还特别提到“本小说和伏龙芝之死无关”。作者遭到猛烈抨击，刊登这部作品的杂志全部没收。之后的一段时间，皮利尼亚克曾到德国、英国、日本、中国、美国等地访问，完成了几部特写集。1929年皮利尼亚克发表了中篇小说《红木》，其基调是认为古老、停滞、亚细亚式的俄罗斯的前途堪忧。这被认为是攻击苏维埃政权，遭受严厉批判。
1930年表示要改正错误的皮利尼亚克发表了长篇小说《伏尔加河流入里海》，主题是第一个五年计划中科洛姆纳城修建水库的故事，塑造了一批正面人物的形象，引导了以生产建设为主题的苏联小说的发展。1935年他完成了以民间艺术为主题的《果实的成熟》，这是他艺术的成熟之作。1937年他的短篇小说《小城》发表，反映了知识分子思想改造的艰难性。1937年10月28日，皮利尼亚克在没有宾客光临的情况下为他满三周岁的儿子祝贺生日，并于当晚被捕，1938年4月21日，他被最高军事法庭认定为日本间谍，以叛国罪判处死刑， 当天就被处决。
1956年，皮利尼亚克被平反。1964年第5期的《新世界》杂志上刊登了长篇的片断。50年后，苏联最高法院宣布1938年对皮利尼亚克的指控是“不符合实际的”，对他的审讯和判处枪决是“毫无根据的”。1987年12月皮利尼亚克的中篇《不灭的月亮的故事》公开发表，1989年1月他的《红木》首次在苏联问世。

## 主要作品

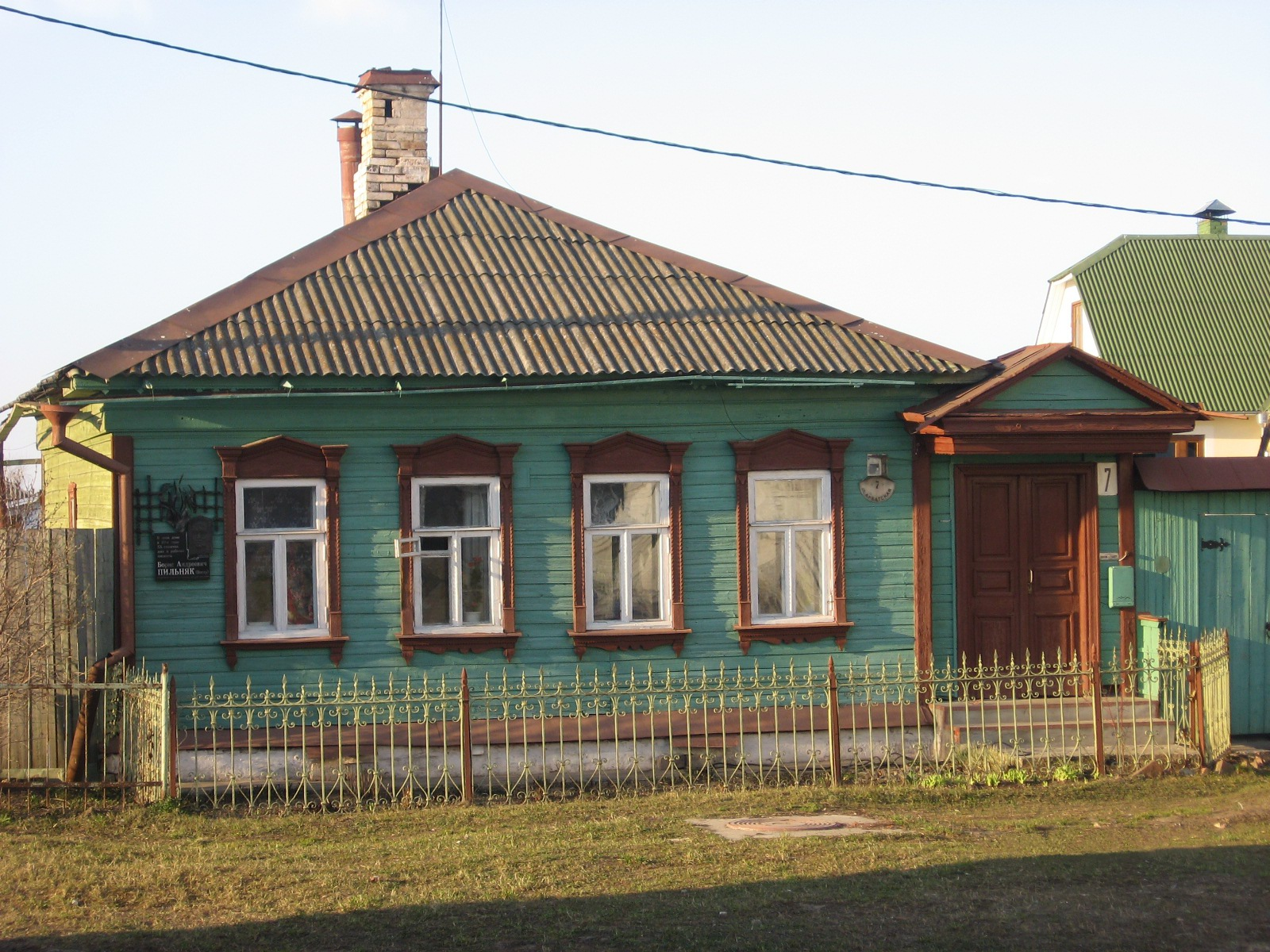
皮利尼亚克故居

### 中短篇小说
- 《在沟谷上》（1915）
- 《尼古拉娜·波索季亚哈》（1923）
- 《英国的故事》（1924）
- 《湿山萝花》（1922）
- 《彼得堡的故事》（1922）
- 《后母》
- 《黑面包的故事》（1923）、
- 《大地》（1925）
- 《失去的时光》（1927）、
- 《东方的故事》（1927），
- 《伊万——莫斯科》（1927）
- 《中国的故事》（1927）。
- 《红木》（1929）

### 长篇小说
- 《荒年》（1922）
- 《机器和狼》（192s）。
- 《伏尔加河流入里海》（1930）
- 《果实的成熟》（1935）
- 《盐仓》（1936）

### 特写集
- 《连水陆路》（1927）
- 《日本太阳之根》（1927），
- 《OK！》
- 《石头与树根》（1934）。